# Stigmatomma gnoma
Stigmatomma gnoma is een mierensoort uit de onderfamilie van de Amblyoponinae. De wetenschappelijke naam van de soort is voor het eerst geldig gepubliceerd in 1979 door Taylor.